# 還暦土俵入り

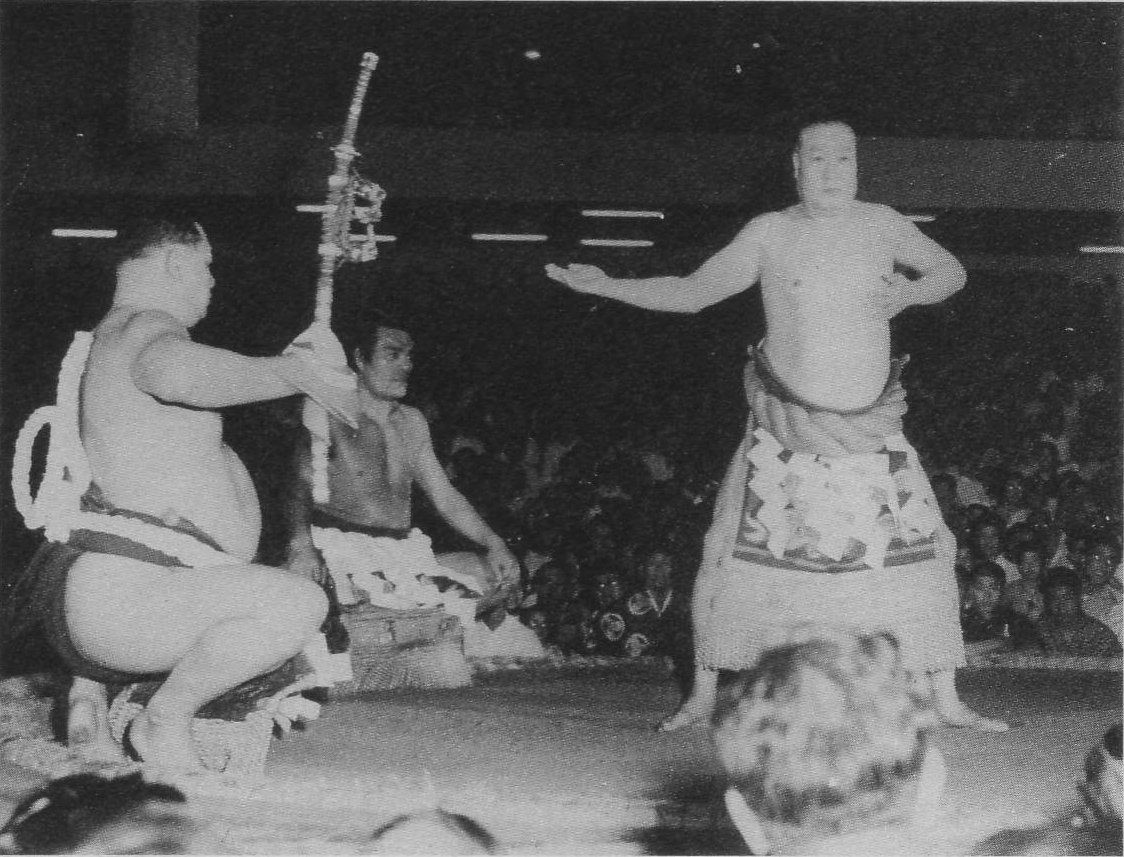
1956年に蔵前国技館で行われた出羽海理事長の還暦土俵入り

還暦土俵入り（かんれきどひょういり）は、相撲において現役時代の最高位が横綱の元力士が還暦（60歳）を迎えた際に、「長寿祝い」として行われる特別な横綱土俵入りのことである。

## 概要
大相撲において現役時代の最高位が横綱の元力士が還暦を迎える際に行われる特別な土俵入りで、1937年2月6日に太刀山峯右エ門が上野精養軒で開催したのが始まりである。開催場所は、還暦を迎えた際に日本相撲協会に親方として在籍していれば両国国技館で行われることが多いが、退職していれば近隣のホテルなどで行われる（最初の還暦土俵入りである太刀山も後者に該当する）。太刀持ち、露払いもかつての弟子や現役・引退後問わず後輩横綱が務めることが多い。
還暦土俵入りの場合は通常の横綱土俵入りで用いられる物とは別に、特別に製作された赤い綱を使用する。化粧廻しの前に垂らす御幣は白色を基本とするが、2015年に行われた千代の富士貢の還暦土俵入りでは、紙垂（しで）も綱と同様の赤色に染めた物を使用した。
還暦土俵入りを行うには現役時代のような健康体でなければならず、存命でも病気などを理由に一部所作を省略したり、還暦土俵入りを辞退したこともある。それでも赤い綱は記念で製作され、それを受け取るだけの場合もあるが、なかには赤い綱を受け取ったかどうか不明の元横綱もいたり、還暦前に死去する元横綱もいるなど（朝潮太郎のように赤い綱の作成まで済ませながら還暦前年に急死した例もある）、還暦土俵入りが行われる頻度は少ないのが現状である。
なお太刀山より以前、第12代横綱の陣幕が72歳であった1901年に、靖国神社社殿竣工式で土俵入りを奉納している。

## 還暦土俵入りの一覧
※年齢順
| 四股名                | 年寄名跡    | 生年月日       | 還暦を迎えた日 | 開催年月日    | 開催地                                   | 露払い                        | 太刀持ち                                        | 行司                        | 備考                                      |
| --------------------- | ----------- | -------------- | -------------- | ------------- | ---------------------------------------- | ----------------------------- | ----------------------------------------------- | --------------------------- | ----------------------------------------- |
| 第22代 太刀山峯右エ門 | （退職後）  | 1877年8月15日  | 1937年8月15日  | 1937年2月6日  | 上野精養軒                               | 8代木村瀬平 （前3・太刀ノ海） | 8代鳴戸 （大関・太刀光）                        | 三役格・8代木村庄三郎       |                                           |
| 第27代 栃木山守也     | 8代春日野   | 1892年2月5日   | 1952年2月5日   | 1952年5月31日 | 蔵前仮設国技館                           | 10代藤島 （横綱・安藝ノ海）   | 横綱・羽黒山                                    | 22代木村庄之助              |                                           |
| 第31代 常ノ花寛市     | 7代出羽海   | 1896年11月23日 | 1956年11月23日 | 1956年6月10日 | 蔵前国技館                               | 横綱・千代の山                | 12代時津風 （横綱・双葉山）                     | 22代木村庄之助              | 理事長在任中。                            |
| 第44代 栃錦清隆       | 9代春日野   | 1925年2月20日  | 1985年2月20日  | 1985年5月7日  | 両国国技館                               | 9代出羽海 （横綱・佐田の山）  | 10代二子山 （横綱・若乃花）                     | 27代木村庄之助              | 理事長在任中。                            |
| 第45代 若乃花幹士     | 10代二子山  | 1928年3月16日  | 1988年3月16日  | 1988年4月24日 | 両国国技館                               | 13代鳴戸 （横綱・隆の里）     | 18代間垣 （横綱・若乃花）                       | 27代木村庄之助              | 理事長在任中。                            |
| 第48代 大鵬幸喜       | 一代大鵬    | 1940年5月29日  | 2000年5月29日  | 2000年6月8日  | 両国国技館                               | 13代九重 （横綱・千代の富士） | 一代北の湖 （横綱・北の湖）                     | 29代木村庄之助              | 脳梗塞の後遺症により、一部所作のみ披露。  |
| 第52代 北の富士勝昭   | （退職後）  | 1942年3月28日  | 2002年3月28日  | 2002年2月23日 | ホテルイースト21東京                     | 8代八角 （横綱・北勝海）      | 13代九重 （横綱・千代の富士）                   | 32代式守伊之助              |                                           |
| 第57代 三重ノ海剛司   | 14代武蔵川  | 1948年2月4日   | 2008年2月4日   | 2007年6月14日 | ホテル・グランパシフィック・メリディアン | 前頭9・雅山                   | 前頭10・出島                                    | 34代木村庄之助              | 武蔵川部屋創立25周年パーティーで披露。    |
| 第55代 北の湖敏満     | 一代北の湖  | 1953年5月16日  | 2013年5月16日  | 2013年6月9日  | 両国国技館                               | 一代貴乃花 （横綱・貴乃花）   | 13代九重 （横綱・千代の富士）                   | 山崎敏廣 （36代木村庄之助） | 理事長在任中。                            |
| 第58代 千代の富士貢   | 13代九重    | 1955年6月1日   | 2015年6月1日   | 2015年5月31日 | 両国国技館                               | 横綱・日馬富士                | 横綱・白鵬                                      | 三役格・木村恵之助          |                                           |
| 第63代 旭富士正也     | 9代伊勢ヶ濱 | 1960年7月6日   | 2020年7月6日   | 2021年10月3日 | 両国国技館                               | 8代安治川 （関脇・安美錦）    | ダワーニャム・ビャンバドルジ （横綱・日馬富士） | 41代式守伊之助              |                                           |
| 第61代 北勝海信芳     | 8代八角     | 1963年6月22日  | 2023年6月22日  | 2023年9月2日  | 両国国技館                               | 前頭1・北勝富士               | 13代君ヶ濱 （関脇・隠岐の海）                   | 幕内格・2代木村要之助       | 理事長在任中。 稽古総見と併せて一般公開。 |

## 存命でありながら還暦土俵入りを実施していない横綱の一覧
※年齢順
| 四股名              | 年寄名跡     | 生年月日       | 還暦を迎えた日 | 備考                                               | 赤い綱         |
| ------------------- | ------------ | -------------- | -------------- | -------------------------------------------------- | -------------- |
| 第28代 大錦大五郎   | （退職後）   | 1883年3月22日  | 1943年3月22日  | 実施せず。                                         | 作成有無不明。 |
| 第24代 鳳谷五郎     | 7代宮城野    | 1887年4月3日   | 1947年4月3日   | 実施せず。                                         | 作成有無不明。 |
| 第34代 男女ノ川登三 | （退職後）   | 1903年9月17日  | 1963年9月17日  | 実施せず。                                         | 作成有無不明。 |
| 第37代 安藝ノ海節男 | （退職後）   | 1914年5月30日  | 1974年5月30日  | 実施せず。                                         | 作成有無不明。 |
| 第42代 鏡里喜代治   | 13代立田川   | 1923年4月30日  | 1983年4月30日  | 脳梗塞の後遺症により実施せず。                     | 作成。         |
| 第50代 佐田の山晋松 | 12代境川     | 1938年2月18日  | 1998年2月18日  | 理事長時代の騒動の責任を取る形で辞退。             | 作成。         |
| 第49代 栃ノ海晃嘉   | 10代春日野   | 1938年3月28日  | 1998年3月28日  | 現役時代、右上腕の筋肉を断裂した後遺症により断念。 | 作成。         |
| 第53代 琴櫻傑將     | 12代佐渡ヶ嶽 | 1940年11月26日 | 2000年11月26日 | 体調不良の理由等により辞退。                       | 作成。         |
| 第54代 輪島大士     | （退職後）   | 1948年1月11日  | 2008年1月11日  | 実施せず。                                         | 作成有無不明。 |
| 第56代 若乃花幹士   | 18代間垣     | 1953年4月3日   | 2013年4月3日   | 脳内出血の後遺症により実施せず。                   | 作成有無不明。 |
| 第62代 大乃国康     | 12代芝田山   | 1962年10月9日  | 2022年10月9日  | 歩行に杖が必要なため実施せず。                     | 作成有無不明。 |

## 還暦前の横綱の一覧
※年齢順
| 四股名              | 年寄名跡     | 生年月日       | 還暦を迎える日 | 備考 |
| ------------------- | ------------ | -------------- | -------------- | ---- |
| 第66代 若乃花勝     | （退職）     | 1971年1月20日  | 2031年1月20日  |      |
| 第67代 武蔵丸光洋   | 15代武蔵川   | 1971年5月2日   | 2031年5月2日   |      |
| 第65代 貴乃花光司   | （退職）     | 1972年8月12日  | 2032年8月12日  |      |
| 第68代 朝青龍明徳   | （退職）     | 1980年9月27日  | 2040年9月27日  |      |
| 第70代 日馬富士公平 | （退職）     | 1984年4月14日  | 2044年4月14日  |      |
| 第69代 白鵬翔       | （退職）     | 1985年3月11日  | 2045年3月11日  |      |
| 第71代 鶴竜力三郎   | 24代音羽山   | 1985年8月10日  | 2045年8月10日  |      |
| 第72代 稀勢の里寛   | 13代二所ノ関 | 1986年7月3日   | 2046年7月3日   |      |
| 第73代 照ノ富士春雄 | 10代伊勢ヶ濱 | 1991年11月29日 | 2051年11月29日 |      |
| 第74代 豊昇龍智勝   | （現役）     | 1999年5月22日  | 2059年5月22日  |      |
| 第75代 大の里泰輝   | （現役）     | 2000年6月7日   | 2060年6月7日   |      |